# Корминское сельское поселение
Ко́рминское сельское поселение — муниципальное образование в составе Арбажского района Кировской области России.
Административный центр — село Кормино.

## История
Корминское сельское поселение образовано 1 января 2006 года, в его состав вошли территория бывшего Корминского сельсовета.

## Население
| 2010 | 2012 | 2013 | 2014 | 2015 | 2016 | 2017 |
| ---- | ---- | ---- | ---- | ---- | ---- | ---- |
| 504  | ↘459 | ↘438 | ↘408 | ↘401 | ↘391 | ↘374 |
| 2018 | 2019 | 2020 |      |      |      |      |
| ↘360 | ↘336 | ↘303 |      |      |      |      |

## Состав
В состав поселения входят 17 населённых пунктов (население, 2010):
| - село Кормино — 336 чел.; - деревня Большое Кормино — 4 чел.; - деревня Горбуновщина — 7 чел.; - деревня Журавли; - деревня Корманы — 0 чел.; - деревня Костичи; - деревня Кошкино — 13 чел.; - деревня Криуша — 121 чел.; - деревня Крысаны; | - деревня Ляпши — 0 чел.; - деревня Мишули — 7 чел.; - деревня Печенеги — 10 чел.; - деревня Победново — 0 чел.; - деревня Хмелевка; - деревня Чибаки — 0 чел.; - деревня Чугичи — 0 чел.; - деревня Яранск — 0 чел. |